# Лауна-дойч
Лауна-дойч (нем. Launa-Deutsch; от исп. laguna, также нем. Laguner-Deutsch) — разновидность немецкого языка, используемая немцами в Чили, в районе озера Льянкиуэ. Характеризуется как смешанный язык на немецкой основе с вкраплениями испанской лексики.
Лайуна-дойч легко понимается немцами, однако испанская лексика может привести к путаницам. Так, слово examen в лауна-дойч соответствует не Prüfung или Examen, а ärztliche Untersuchung; слово kompetenz (от competencia) соответствует немецкому Konkurrenz (например: Dieses international operierende Unternehmen macht uns starke Kompetenz). Ряд слов (letschern = melken, pape = Kartoffel, pastelería = Bäckerei, vacke = Kuh и др.) и вовсе не понимается носителем немецкого.